# Будогошч
Будогошч (на руски: Будогощь) е селище от градски тип в Русия, разположено в Киришки район, Ленинградска област. Населението му към 1 януари 2018 година е 3881 души.